# マイティ・モーフィン・パワーレンジャーの登場モンスター (シーズン1)
マイティ・モーフィン・パワーレンジャーの登場モンスター（マイティ・モーフィン・パワーレンジャーのとうじょうモンスター）は、「スーパー戦隊シリーズ」の英語版ローカライズとして制作されたアメリカ合衆国の特撮テレビドラマ『マイティ・モーフィン・パワーレンジャー』のシーズン1（第1話から第60話まで）に登場する架空のモンスターの一覧である。
並び順は基本的に登場話数順。『恐竜戦隊ジュウレンジャー』に登場するドーラモンスターがベースとなっており、原作に登場するドーラモンスターの映像はすべて流用された。本作品用に日本で製作されたモンスターも存在する。追加分のモンスターは動植物をモチーフとしており、造形についてレインボー造型企画の前澤範は「（アメリカ人が見るから）メリハリをつけたデザインに決めた」と述べている。
シーズン1のモンスターはフィニスターが粘土から作った像をモンスター製造機に入れて生み出される。必要となると彼らの主であるリタ・レパルサの魔力によって巨大化する。

## モンスターリスト
特記のないものに限り、声優は英語版・日本語版共に再登場した際も同じ。
ボーンズ(Bones)
- 初登場話 - 「ファイトがあれば」（High Five）
- 原作での名称 - ドーラスケルトン
- 声 - トム・ワイナー
- 吹替 - 柳沢栄治

骸骨形のモンスター。フィニスターは「焼きすぎた」という。独自の戦闘員を操る。頭部さえ無事なら体の骨が散らばっても元に戻ることができるという特徴を持つ。眼から放つ光線と剣が武器。姿を消すこともできる。レンジャーたちを異次元空間の中に引き込んで戦うが、トリニーによって頭部を溶岩に投げ入れられ、破壊されて倒される。
- 玩具 - 8インチのアクションフィギュアが1993年に発売された。

巨人(Giant)
- 初登場話 - 「ファイトがあれば」（High Five)
- 原作での名称 - ドーラタイタン
- 声 - トム・ワイナー
- 吹替 - 柳沢栄治

ボーンズが倒された直後にリタが呼び出す巨大モンスター。剣が武器。異次元空間に亀裂を作り、そこから手を伸ばしてジェイソンを掴み、握り潰そうと攻撃を仕掛けるが、ジェイソンが呼び出したティラノサウルスダイノゾードの攻撃を受けて倒される。
ミノタウロス・モンスター(Mighty Minotaur)
- 初登場話 - 「チームワーク」（Teamwork）
- 原作での名称 - ドーラミノタウルス
- 声 - トム・ワイナー
- 吹替 - 成田剣

ギリシャ神話のミノタウロスをモチーフにしたモンスターで、言葉は話せない。棍棒が武器。手に持った楯は防御力が高く、レンジャーたちの攻撃が通用しないが、パワーウェポンを手に入れたレンジャーたちのパワーブラスターによって倒される。
- 玩具 - 1994年に5.5インチのアクションフィギュアが発売された。

スフィンクス(King Sphinx)
- 初登場話 - 「輝け!パワークリスタル」（A Pressing Engagement）
- 原作での名称 - ドーラスフィンクス
- 声 - リチャード・カンシーノ、デイヴ・マロウ（パイロット版）
- 吹替 - 山野井仁

翼を持ち、その翼で起こす強風で他のレンジャーたちを吹き飛ばし、1人になったジェイソンをゴルダーとともに襲うモンスター。ゴルダーとともに巨大化し、杖での攻撃と頭部の飾りからの光線でジェイソンを追い詰めるが、パワークリスタルの力によって強化されたゾードが合体したメガゾードによって倒される。
- パイロット版にもフライ・ガイ(Fly Guy)という名称で登場し、メガゾードと戦って倒される。
- 玩具 - 8インチのアクションフィギュアが1993年に発売され、3.5インチの非可動フィギュアも発売された。

ノーム(Gnarly Gnome)
- 初登場話 - 「魔法のアコーディオン」（Different Drum）
- 原作での名称 - ドーラゴブリン
- 声 - スティーブ・クレイマー
- 吹替 - 辻親八

ハーメルンの笛吹きのようなモンスターを作れというリタの命令によって生み出される。巨大な熊手が武器で、兜の角飾りから光線を出す。魔法のアコーディオンを使い、人を操ることができるモンスター。その力を使って子供たちを連れ去り、パワーレンジャーをおびき寄せ、レンジャーたちをもコントロールしようともくろむ。しかし、耳の聞こえない人間には効果がなく、耳の聞こえない少女メリッサによってこの計画はレンジャーたちの知るところとなり、レンジャーたちと戦い、パワーブラスターで倒され巨大化する。巨大化後はアコーディオンの力を使い幻覚を見せるなどして戦うが、結局はパワーソードによって倒される。
- ノームはアメリカで撮影されたシーンに登場する最初のモンスター。
- スーツはグランブル・ザ・エルフに改造された。

ピッグモンスター(Pudgy Pig)
- 初登場話 - 「食べ物が消える日」（Food Fight）
- 原作での名称 - ドーラキルケ
- 声 - デイヴ・マロウ
- 吹替 - 山崎たくみ、田尻ひろゆき（回想）

世界中の食糧を食い尽くすために送り込まれたモンスター。巨大なナイフとフォークが武器。他者を強制的にワープさせる力を持っている。食欲旺盛で、48時間で地球上の食糧を食い尽くすことが可能。レンジャーと戦い、彼らの武器まで食べ、レンジャーたちをワープさせた隙にユースセンターに現れ、食べ物をほとんど食べ尽くす。しかし、辛い食べ物を食べていなかったため、辛い物が苦手だと発覚し、レンジャーたちから激辛大根サンドを食べさせられ、武器を吐き出し、そのままパワーブラスターを受けて倒される。その後、第25話では幻影として登場。第93話では回想シーンに登場する。
- 玩具 - 1994年に5.5インチのアクションフィギュアが発売された。

チキンモンスター(Chunky Chicken)
- 初登場話 - 「伝説のパワーエッグ」（Big Sisters）
- 原作での名称 - ドーラコカトリス、ドーラコカリトス2号
- 声 - ロバート・アクセルロッド
- 吹替 - 伊藤栄次

巨大なはさみを武器とするモンスター。はさみで空間を切り取ってワープする能力を持っている。伝説のパワーエッグの入った箱は子供にしか開くことができないため、子供を誘拐するために送り込まれる。トリニーが面倒を見ていたマリアを誘拐し、レンジャーたちと対決するがパワーエッグは海に落とされ、マリアはメガゾードに救出される。そして自身は巨大化し倒される。
- カードに写る写真は新規に撮ったもの。
- スーツは第109話に登場するトルコ・ジャークに改造された。

ジーニー(Genie)
- 初登場話 - 「強敵ランプの精」（Switching Places）
- 原作での名称 - ドーラジン
- 声 - トム・ワイナー
- 吹替 - 天田益男

オオカミ星雲のワンワン星の魔法のランプから現れたモンスター。ドリルの付いた杖が武器。ランプから呼び出したスクワットたちの願いを聞き、パワーレンジャーを襲う。圧倒的な力を持ってパワーレンジャーを追い詰めるが、力の源であるランプが破壊されたため、消滅する。
- 等身大戦で使われた映像は原典に登場するランプの精・ジンの映像が使われた。

アイガイ(Eye Guy)
- 初登場話 - 「天才少年危機一髪」（I, Eye Guy）
- 原作での名称 - ドーラアルゴス
- 声 - リチャード・カンシーノ
- スーツアクター - 中村忠弘（再生）
- 吹替 - 中博史

大量の眼球を持ったモンスターで、以前にも頭の良い子供を誘拐するために使われていた。今回もビリーの友人であるウィリーを誘拐するために送り込まれる。大量の眼球から放つ光線が武器。本体である巨大な眼球に人間を閉じ込め、知能を吸い取ることができる。本体を破壊しない限り倒すことができないという特性を持っており、本体を分離して戦いレンジャーを追い詰めるが、ゾードンによってそのことが露見する。ビリーによって本体を攻撃され、巨大化し倒される。その後、第25話では幻影として登場。第101話ではフィニスターによって再生し、リタとゼッドの結婚式に参加した後、巨大化してサンダーゾードと戦い倒される。パワーレンジャー・イン・スペースの最終決戦ではマシン・エンパイアの配下として登場する。
- 玩具 - 1994年に5.5インチのアクションフィギュアが発売された。

スニザード'(Snizzard)
- 初登場話 - 「決死のフライト」（Foul Play in the Sky）
- 原作での名称 - ドーララドゥーン
- 声 - ブライアン・クランストン、ボブ・パーペンブルック（再々生）、マイケル・ソリッチ（総集編ビデオ）
- 吹替 - 相沢正輝、齋藤龍吾（再生）

トカゲとヘビの合成モンスター。コブラでできた矢を放つ。そのコブラは他者のエネルギーを吸い取る力を持っている。頭部にある黄金のリンゴが力の源であり、それをキンバリーに射抜かれて倒される。その後、第25話では幻影として登場。第81話で再生するがトミーに倒される。第101話でも再生され、第103話のリタとゼッドの結婚式ではオルガンを弾くが、その後巨大化せず、サンダーゾードとは戦わないため、それ以降の消息は不明。
- スーツは『パワーレンジャー・ライトスピード・レスキュー』に登場するコブラマスターに改造された。
- 玩具 - 1994年に5.5インチのアクションフィギュアが発売された。

ティックル・スニーザー(Mr. Ticklesneezer)
- 初登場話 - 「危険な人形遊び」（For Whom the Bell Trolls）
- 原作での名称 - 妖精ドンドン
- 声 - トム・ワイナー
- 吹替 - 広瀬正志

トリニーの人形がモンスターに変えられた姿。臆病な性格で気は優しい。持っているびんにはどんな物でも吸い込む力があり、それで物を集めるのが趣味。リタの命令により、様々な物をびんの中に吸い込むが、レンジャーたちの説得に応じて吸い込んだ物を元にあった場所に戻す。なお、彼はトリニーが見た夢の中の登場人物である。
- スーツはグランブル・ザ・エルフに改造された。

ナスティナイト(Knasty Knight)
- 初登場話 - 「恐怖の魔剣」（Happy Birthday Zack）
- 原作での名称 - ドーラナイト
- 声 - トム・ワイナー
- 吹替 - 渋谷茂

モンスターカタログの12ページに記載されているモンスターで、光線を出す魔剣と強固な楯の使い手。ザックの誕生日を祝うために送り込まれる。かつてタルマック星を侵略した際に投入され、敵の戦士たちを血祭りに上げた。レンジャーたちを苦戦させ、さらに巨大化。巨大戦ではパワーソードを損傷させるなどの活躍を見せるが、結局はソーラーパワーを充電して回復したメガゾードに剣を叩き折られて倒される。第44話ではザックの悪夢の中に登場する。
- 玩具 - 5.5インチのアクションフィギュアが発売された。

パイノオクトパス(Pineoctopus)
- 初登場話 - 「ピエロにご用心」（No Clowning Around）
- 原作での名称 - ドーラエンドス
- 声 - トム・ワイナー
- 演 - ヴァーノン・バレステロス（ピエロ）
- 吹替 - 島田敏

自称・天下無敵のモンスター。ピエロに化けてトリニーのいとこのシルビアに近づき、怪光を浴びせボール紙に変える。蔓を武器として鞭のように操る。冷気が弱点で巨大化後にマンモスの冷凍ガスを受けて凍ったところを、メガゾードのマルチエナジーブラスターによって倒される。第25話では幻影として登場。
シェルショック(Shellshock)
- 初登場話 - 「レンジャー、戦闘不能!!」（The Trouble with Shellshock)
- 原作での名称 - ドーラトトイス
- 声 - リチャード・エプカー
- 吹替 - 石黒久也

バブーとスクワットが造ったモンスター。バブーは「グレタカピートッシュ」という名前にしようとしていた。背中に信号機を付けており、そこからは破壊光線のほかに他者の動きを止めるストップビームと、他者の動く速度をコントロールできるGOビームを発射できる。右手に持ったバットから打ち出すボールと左手を変形させたフックの他に頭部に仕込まれたキャノン砲も武器。口癖は「カメ」。しかし、ディアンドラの花の花粉を浴びるとストップビームの呪いが解けるという弱点を持つ。初戦においてジェイソン・トリニー・トミー以外のレンジャーの動きを止める。その後、巨大化して暴れてティラノサウルスとドラゴンゾードと戦い、その動きまで止めるが、トリニーにディアンドラの花の花粉を浴びせられて呪いが解け、自由になったゾードにより倒される。その後、第25話では幻影として登場。
クモモンスター(Spidertron)
- 初登場話 - 「蝶が襲う?!白昼の悪夢」（Itsy Bitsy Spider）
- 原作での名称 - ドーラタランチュラ
- 声 - トム・ワイナー
- 吹替 - 中田雅之

虫と人間の友情の証である精霊の像の偽者の中に潜み、眠り粉でできた蝶を放ち人間たちを眠らせようとするモンスター。自らの糸で敵を拘束し、ミサイルを頭部から発射して攻撃する。ザックにより像が偽物であることを見破られたため、戦闘になり巨大化。マンモスゾードの冷凍ガスも通じないが、トミーがドラゴンゾードを呼び出したことにより形勢は逆転。メガドラゴンゾードによって倒される。
- 玩具 - 1994年に5.5インチのアクションフィギュアが発売された。

テラートード(Terror Toad)
- 初登場話 - 「不良になったレンジャー」（Power Ranger Punks）
- 原作での名称 - ドーラブーガラナン
- 声 - マイケル・ソリッチ
- 吹替 - 星野充昭

ヒキガエル型のモンスター。大食漢で荒くれ者であり、腹で攻撃を弾いたり、角から出すビーム鞭で相手を捕えて光球に変えて飲み込んだり、舌を伸ばすことができ、飲み込まれた相手は腹部の模様として浮き出てくる。以前にも制作されたことがあり、その時も成果を挙げている。バブーと組んで現れキンバリーを除くレンジャーを飲み込むが、パワーボウを受けてレンジャーたちを吐き出し、パワーボウを口に打ち込まれて倒される。第26話では回想シーンに登場し、キンバリーは絶対に思い出したくないモンスターだと語り、その際、カエルモンスターと呼ばれる。第44話ではビリーの悪夢の中に登場する。
スピットフラワー(Spit Flower)
- 初登場話 - 「キレイな花には牙がある!?」（The Spit Flower）
- 原作での名称 - ドーラガズラー
- 声 - マイク・レイノルズ
- 吹替 - 小野健一

食虫植物型のモンスター。他の花を飲み込み牙を持った殺人フラワーに変えて吐き出す。能力は非常に高く、巨大化してメガドラゴンゾードを撃退する。しかし、首の下の爆発性の花粉を振り撒く花粉袋が弱点だと判明し、キンバリーによってそこを射抜かれて弱ったところをパワーブラスターで倒される。
フランケンシュタイン(Frankenstein Monster)
- 初登場話 - 「危ない仮装パーティー」（Life's a Masquerade）
- 原作での名称 - ドーラフランケ
- 声 - トム・ワイナー
- 吹替 - 笹岡繁蔵

スーパーゴーレム制作の時間稼ぎとして送り込まれ、仮装パーティーに紛れ込むモンスター。動きが鈍い。普段は首に付けているチェーンの付いたボルトを武器にしているが、巨大化した後は片方のボルトを鉄球に変化させる。巨大化してメガゾードやメガドラゴンゾードと互角以上に渡り合うが、ドリルで串刺しにされて倒される。
ミュータイタス(Mutitus)
- 初登場話 - 「大ピンチ!幻の島」（Island of Illusion Part I）
- 原作での名称 - ゾンビフランケ→サタンフランケ
- 声 - リチャード・エプカー
- 吹替 - 相沢正輝

リタ秘蔵のモンスター。フランケンシュタインと同じ武器を持っている。ローカーによって強化され、姿が変わり、メガゾードを凌ぐほどの強さになる。強化後は口から泡を吹き、レンジャーたちを幻の島に送る。幻の島から脱出したレンジャーたちを破壊光線で迎え撃とうとするが、メガウルトラゾードによって倒される。
災いの糸車（わざわいのいとぐるま）
- 初登場話 - 「破壊せよ!災いの糸車」（Wheel of Misfortune）
- 原作での名称 - 魔法の糸車

キンバリーの祖母の糸車がリタの魔法によって兵器とされた物。メガウルトラゾードの攻撃を受けて魔法が解け、元の糸車に戻る。
マダム・ウォー(Madame Woe)
- 初登場話 - 「愛と平和と哀しみと」（Peace, Love, and Woe）
- 原作での名称 - ドーラレイガー
- 声 - アレックス・ボースタイン
- 吹替 - 西宏子

自称・悪夢の女王。他者に不幸をもたらすと言われる。髪で相手を締め上げたりガスを吹きかけたりできる。また、額の宝石の力で天候を操り、他者を異次元にワープさせることができる。パワーレンジャーを異次元に拉致しろと命じられるが、間違えてマージをさらう。額の宝石が取り外されると力が使えなくなる。マージを助けるため、わざと異次元に入り込んだレンジャーたちを苦しめるが、5人のパワーコインを合わせて1人脱出したビリーによって宝石を外され、他のレンジャーたちも脱出。直後にパワーブラスターを受けて倒される。第26話では回想シーンに登場するが、日本では放送順が変わったため、時事系列がおかしくなっている。
闇の戦士(Dark Warrior)
- 初登場話 - 「激闘!闇からの使者」（Dark Warrior）
- 原作での名称 - ドーラニンジャ
- 声 - トム・ワイナー
- 吹替 - 中田和宏

トリニーの叔父のハワードが発明した姿を消す薬、「ナンデモキエール」を手に入れるために送り込まれるが、レンジャーが阻止したため戦闘になり、刀と腕に装備されたキャノン砲と鎖鎌を使って戦い、さらに巨大化してメガゾードの片腕を鎖鎌で絡め捕るが鎖を叩き切られ、パワーソードで倒される。
ロックスター(Rockstar)
- 初登場話 - 「強力破壊兵器『死の鏡』」（The Rockstar）
- 原作での名称 - ドーラガンロック
- 声 - トニー・オリバー
- 吹替 - 村井厚之

体から岩を飛ばして攻撃する。飛ばした岩を相手に貼り付け動きを封じることもできる。死の鏡を手に入れるため、スコルピーナと共に隠し場所の描かれた地図を手に入れたジェイソンとジェレミーを襲うが、ジェレミーに死の鏡を見せられ、破壊される。
サムライマン(Samurai Fan Man)
- 初登場話 - 「ピンクレンジャー絶体絶命!」（Calamity Kimberly）
- 原作での名称 - ドーラ金角
- 声 - トム・ワイナー
- 吹替 - 小形満

残忍な殺し屋と称されるモンスター。手に持った瓢箪の中に敵を閉じ込めることができ、閉じ込められた者は数時間で消滅する。その力でキンバリーを捕らえる。武器は巨大な熊手や魔法の槍、火の粉を吹いたり突風を出す扇。ゴルダーとともに巨大化し、キンバリーを除いたレンジャーたちを追い詰めるが、戦闘中に瓢箪の蓋が外れてキンバリーは脱出し、メガウルトラゾードの攻撃を受けて倒される。第44話ではキンバリーの悪夢の中に登場する。
ベイブ(Babe Ruthless)
- 初登場話 - 「激戦!!野球モンスター」（A Star is Born）
- 原作での名称 - 巨大ドーラピクシー
- 声 - リチャード・エプカー
- 吹替 - 堀本等

野球モンスター。巨大なボールを投げて攻撃する。頭部からガスを噴射することもできる。メガドラゴンゾードのドリルで腹に風穴を開けられて倒される。
オカイコモンスター(Weaveworm)
- 初登場話 - 「激戦!!野球モンスター」（A Star is Born）
- 原作での名称 - ドーラシルキス
- 声 - リチャード・カンシーノ
- 吹替 - 水原リン

スコルピーナのペット。口から糸を吐き、一度はレンジャーたちを繭に閉じ込める。ベイブが倒されたあとに巨大化して街を破壊しようとするが、ウルトラゾードの攻撃を受けて倒される。
ファング(Fang)
- 初登場話 - 「激突!!ウルトラゾード」（The Yolk's on You!）
- 原作での名称 - モンスターゴダ
- 声 - トニー・オリバー
- 吹替 - 柳沢栄治

フィニスターがリタの誕生日プレゼントとして制作したモンスターで、触角からの光線と腕に付いた鉤爪、怪力が武器。好物の卵をスクワットとバブーに食べられ、リタからレンジャーたちを倒せば卵を食わせてやると言われ、巨大化して凶悪な姿に変貌するが、メガウルトラゾードに倒される。
サイクロプス(Cyclops)
- 初登場話 - 「消すな!命のローソク」（The Green Candle Part I）
- 原作での名称 - ドーラガンサク
- 声 - リチャード・エプカー
- 吹替 - 中田雅之

変身能力を持っており、ドラゴンゾードに変身して街を破壊する。その後メガゾードと戦うが、本物のドラゴンゾードが登場すると正体を現して姿を消す。今度はメガゾードに変身して街を破壊しようとするが、メガウルトラゾードに倒される。
ハチャソーラス(Hatchasaurus)
- 初登場話 - 「不死身?巨大モンスター」（Birds of a Feather）
- 原作での名称 - ドーラアンタイオス
- 声 - カーク・ソーントン、スティーブ・クレイマー（再生）
- 吹替 - 室園丈裕、川中子雅人（再生）

不死身のモンスター。肩からの弾丸や角からの光線で攻撃する。倒されるたびに姿を変えて復活する。しかし、再生に必要なカルディアトロンがジェイソンにより破壊され、再生できなくなったところをメガウルトラゾードに倒される。その後、第83話でブローブロッサムにより再生し、サンダーゾードに倒されるが、カルディアトロンは生きており、やはり強化して復活。再び暴れるが、再びサンダーゾードによって粉砕される。
カルディアトロン(Cardiatron)
- 初登場話 - 「不死身?巨大モンスター」（Birds of a Feather）
- 原作での名称 - ドーラアンタイオスの心臓
- 声 - リチャード・カンシーノ
- 吹替 - 室園丈裕

ハチャソーラスの内部に組み込まれている心臓型のコンピューターで、無数の触手が武器。カルディアトロンが倒されない限り、ハチャソーラスは復活する。ハチャソーラスの体内に侵入したジェイソンにより引きずり出され、破壊される。第83話では設定が異なり、コンピューターではなくただの心臓とされ、言葉を発することもない。
ボルティコーン(Polluticorn)
- 初登場話 - 「守れ!美しき地球」（Clean-Up Club）
- 原作での名称 - ドーラユニコーン
- 声 - マイケル・ソリッチ
- 吹替 - 伊藤栄次

ユニコーン型のモンスター。地球の環境破壊を進行させるために送り込まれる。武器は頭の1本角と眼から発する光線。翼から公害ガスを噴射することもできる。角を折られると巨大化してメガゾードと戦うが、パワーソードを受けて倒される。
ツインマン(Twin Man)
- 初登場話 - 「登場!ニセレンジャー」（A Bad Reflection on You）
- 原作での名称 - ドーラミラージュ
- 声 - ブライアン・クランストン
- 吹替 - 相沢正輝

変身能力を持つモンスター。自分とゴーレムをパワーレンジャーに変身させて街を襲い、彼らの信頼と評判を落とす。変身前の彼らにも化け、学校を荒らす。変身前の状態ではサングラスをかけていることが本物との違い。正体が発覚したあとは武器であるサーベルから放つ光の鞭を使って戦うが、パワーブラスターを受けて倒される。
ノーマン(Norman)
- 初登場話 - 「大食いモンスターの逆襲!」（A Pig Surprise）
- 声 - デイヴ・マロウ
- 吹替 - 山崎たくみ

豚のノーマンがピッグモンスターに変えられた姿。以前のピッグモンスター同様にユースセンターを襲撃し、食べ物を食べ尽くす。だが、彼の心は元のノーマンのままであり、元に戻ることを望んでいた。それを悟ったレンジャーたちが復元装置を使ったことにより元の豚に戻り、豚を飼っている家に引き取られる。
ゴータン(Goatan)
- 初登場話 - 「嵐を呼ぶ二頭モンスター」（Lions and Blizzards）
- 原作での名称 - ドーラキマイラ
- 声 - リチャード・エプカー（ライオン）、トニー・オリバー（ヤギ）
- 吹替 - 古澤徹（ライオン）、茶風林（ヤギ）

綱引き大会のトロフィーから作られたライオンの頭と胸にヤギの顔を持つモンスター。気象を操る力を持つ。怪力の持ち主で、パワーボウより強力な弓矢と鎌、目から放つ破壊光線が武器。ヤギの口から相手の動きを封じる赤い光線と冷凍ガスを出す。キャメロンとデートをしていたザックを除くレンジャーを苦戦させるが、遅れて駆け付けたザックに倒されて巨大化。メガゾードを凍らせて戦いを有利に進めるが、氷を溶かすために回転したゾードの動きに混乱し、氷漬けの状態から解放されたメガゾードのパワーソードを受けて倒される。
オクトプラント(Octoplant)
- 初登場話 - 「驚異!!悪魔の花の襲撃」（Rita's Seed of Evil）
- 原作での名称 - ドーラナルシス
- 声 - ブライアン・シッダール
- 吹替 - 小川智子

悪の花の種から生まれるモンスター。花が咲く前でも根を鞭のように使って攻撃することができる。花が咲くと人型に変化し巨大化。真の姿では根を鞭のように使い、目から光線を出す。植物のモンスターであるため、痛覚がなく、どのような攻撃を受けても動じない。強烈なナルシストで、ビルの窓に映っている自分に見とれているうちに倒される。
グー・フィッシュ(Goo Fish)
- 初登場話 - 「悪夢のフィッシング」（Something Fishy）
- 声 - ロバート・アクセルロッド
- 吹替 - 高木渉、田尻ひろゆき（再生）

ビリーが魚恐怖症であることを知ったリタが彼の戦意を消失させるために送り込んだモンスター。戦いでは猛毒を出して相手の動きを封じ、ヒトデ型爆弾を投げて攻撃する。巨大な槍も武器としている。戦いの最中にビリーが恐怖を克服したために巨大化。槍をゾードに叩き折られ、毒液を口から吐き、ゾードのシステムを狂わせ眼から光線を出してゾードを追い詰めるが、ゾードが毒をエネルギーに変換し、機能を回復したメガゾードのパワーソードを受けて倒される。第98話で再生モンスター軍団の一員として再登場するが、トミーによって倒される。
ノミモンスター(Fighting Flea)
- 初登場話 - 「激カユ!!仰天ノミ騒動」（To Flea or Not to Flee）
- 声 - レベッカ・フォースダット、バーバラ・グッドソン（幻影）
- 吹替 - 神代知衣、松井紀子（幻影）

ジェイソンが世話をしていた迷い犬ピエールに寄生し、ジェイソンに強烈な痒みを起こさせるモンスター。武器は口から放つ爆破物と触角から放つビーム。口癖は「ノミ」。痒みで全力の出せないジェイソンを苦しめるが、ビリーの薬により彼が回復したことで形勢が逆転し、巨大化して倒される。第76話では幻影として登場。第116話ではフィニスターによって再生し、リトや他のモンスターとともにサンダーゾードを破壊することに成功する。
クラゲモンスター(Jellyfish Warrior)
- 初登場話 - 「強襲!!猛毒モンスター」（Reign of the Jellyfish）
- 声 - リチャード・カンシーノ
- 吹替 - 小野英昭

腐食性の毒ガスを出すモンスター。そのガスはレンジャーのスーツの特殊素材をも通過する。他に瞬間移動と他者を異次元に拉致する力を持つ。傘型の盾を持ち、いかなる攻撃も跳ね返す。瞬間移動により攻撃を回避してパワーレンジャーを翻弄し、パワーレンジャーを異次元に拉致して痛めつけるが、レンジャーたちは異次元から脱出し、自身は巨大化する。巨大化してからも瞬間移動を使いゾードを翻弄するが、パワーソードを受けて倒される。
カマキリモンスター(Mantis)
- 初登場話 - 「勝負!究極のカマキリ拳法」（Plague of the Mantis）
- 声 - シャロン・マンデル、バーバラ・グッドソン（幻影）
- 吹替 - 広瀬正志、川中子雅人（幻影）

カマキリ拳法の達人。トリニーと一対一で戦っている最中に他のレンジャーたちが救援に現れたために退却し、トリニーを卑怯者だと罵倒する。その後、トリニーに果たし状を送り、一対一での決闘を申し入れるが、形勢が不利になるとゴーレムを呼び出す。それを知って駆けつけたレンジャーたちの攻撃を受けて巨大化し、倒される。第76話では幻影として登場。
ドラモグラー(Dramole)
- 初登場話 - 「レンジャー変身不能!!」（Return of an Old Friend Part I）
- 声 - カーク・ソーントン、ケリガン・メイハン（再々生）

地中を猛スピードで進み、脇腹から人間の思考を麻痺させ、操るガスを出す。眼から出す光線も強力な武器。ガスを使ってレンジャーの親たちを拉致してパワーコインを奪い、さらにビリーを操りドラゴンダガーを奪う。だが復帰したトミーの活躍により、奪回される。巨大化して戦うもメガウルトラゾードに倒される。第100話では時の岩を守るために再生されるが、ビリーによって倒される。第101話でも再生し、リタとゼッドの結婚式に参加したのち、巨大化してサンダーゾードと戦い倒される。
- 玩具 - 5.5インチのアクションフィギュアが発売された。

ビー・モンスター(Grumble Bee)
- 初登場話 - 「ビリーの災難」（Grumble Bee）
- 声 - デイヴ・マロウ
- 吹替 - 荻原秀樹

ビリーがテストでBを取ったことから送り込まれるモンスター。指先から放つ強力な毒針と羽を震わせて放つ超音波、口から放つ毒の糸を武器とする。ビリーを苦しめるが、アルファの作った武器によりダメージを受けて巨大化。巨大戦でも毒針と超音波を武器にゾードを苦しめるが、パワーソードを受けて倒される。第76話では幻影として登場。第101話でも再生され、巨大化してサンダーゾードと戦い倒される。
- スーツはパワーレンジャー・イン・スペースに登場するワスピカブルに改造された。
- 玩具 - 5.5インチのアクションフィギュアが発売された。

オウム・モンスター(Two-Headed Parrot)
- 初登場話 - 「これがチームワークだ!」（Two Heads are Better than One）
- 声 - ロバート・アクセルロッド
- 吹替 - 山川亜弥（頭）、藤原あかり（腹）

頭数は多いほうがよいという発想から作り出された頭を頭部の他にもう一つ、腹部に持ったモンスター。自分たちは2人で1人と称する。肘から放つ矢と顔の口から放つミサイルが武器。トミーが持って来た好物のパマンゴを二つの頭が奪い合っている隙を突かれて追い詰められたために巨大化し、メガウルトラゾードに倒される。パワーレンジャー・イン・スペースの最終決戦には2体登場し、それぞれ、リタとゼッド、マシン・エンパイアの部下として行動する。
- 玩具 - 5.5インチのアクションフィギュアが発売された。

ペックスター(Peckster)
- 初登場話 - 「あぶないキッス」（Peckster）
- 声 - スコット・ページ＝パグター
- 吹替 - 藤原あかり

キツツキ型のモンスター。その嘴はどんな物でも粉砕することができるといわれる。その嘴の中からはとげを吐き出す。翼から強風を起こして相手を吹き飛ばすこともできる。ザックによってゴムのボールを嘴に着けられて攻撃を無力化されるが、巨大化する。強風を使い、ゾードを追い詰めるが、グリニードレーザーを受けて怯んだところをパワーソードによって倒される。第101話でも再生され、ライノブラスターとともに巨大化してサンダーゾードと戦い一度は退けることに成功する。その後、元の大きさに戻ってパワーレンジャーたちと戦うも、網を掛けられて身動きを取れなくなる。それ以降の消息は不明。
- 玩具 - 5.5インチのアクションフィギュアが発売された。

リジネーター(Lizzinator)
- 初登場話 - 「ファイト!!チアリーダー」（Lizzinator）
- 声 - デイヴ・マロウ（初登場・再々生）、ボブ・パーペンブルック（再生）
- 吹替 - 杉山紀彰

眼から出す光線と口から吐く悪臭を放つガスが武器。宇宙金属でできた皮膚を持つ。非常に高い戦闘力を持ち、初戦ではジェイソンを退け、再戦の際には5人のパワーレンジャーを圧倒するが、トミーが現れたことにより巨大化。巨大戦でもメガゾードとドラゴンゾードを圧倒するが、メガウルトラゾードに倒される。第103話では再生して登場。パワーレンジャーと戦うが倒されるシーンなどはなく、いつの間にか姿を消す。第116話ではフィニスターによって再生され、リトや他のモンスターとともにサンダーゾードを破壊することに成功する。
パンプキン・ラッパー(Pumpkin Rapper)
- 初登場話 - 「カボチャ畑でドッキリ」（Trick Or Treat）
- 声 - マイケル・ソリッチ
- 吹替 - 海老原英人

ジャックランタンに似た顔をしたカボチャのモンスター。その名の通りラップを歌っているかのように喋る。下手なラップを聞かせて相手の動きを封じ、その隙に蔓を使って敵を拘束して電流を流すパンプキン・アタックを必殺技とする。相手の頭部にカボチャを被せ、相手を窒息させることもできる。カボチャ畑で眠っていたが、レンジャーたちのラップを聞いて覚醒。頭部がカボチャになっている独自のゴーレムを率いてパワーレンジャーと戦い、一度はレンジャーを追い詰めるが、トミーが駆けつけたことにより形勢は逆転。パワーブラスターをうけて倒される。第81話で再生してトミーを襲い、同話に登場する再生モンスターの中では唯一巨大化する。巨大化した際には爆発するカボチャを投げてサンダーゾードと戦い、敵わないと見るや命乞いをするが倒される。パワーレンジャー・イン・スペースの最終決戦にも登場し、リタとゼッドの部下として行動する。
スピード・シャーク(Slippery Shark)
- 初登場話 - 「引き裂かれた友情」（Slippery Shark）
- 声 - スティーブ・クレイマー、スコット・ページ＝パグター
- 吹替 - 中嶋一成

地中を自在に動き、シャークブーメランで相手を切り裂くハンマーヘッドシャークのモンスター。魔法でトミーとジェイソンを対立させ、彼らのチームワークを乱そうとするが、戦闘中に魔法が解け友情を取り戻した2人の攻撃を受けて巨大化。パワーサーベルを受けて倒される。第76話では幻影として登場。第98話で再生モンスター軍団の一員として再登場し、トミーによって倒される。
- 玩具 - 5.5インチのアクションフィギュアが発売された。

サッカージロ(Soccadillo)
- 初登場話 - 「セカンド・チャンス」（Soccadillo）
- 声 - ブライアン・シッダール
- 吹替 - 山川亜弥

体を丸めている状態で攻撃を受ければ、その分エネルギーを吸収し肉体を強化することができる。ゴーレムに自らをサッカーボールのように使わせて相手を攻撃する。単独で行う体当たりも強力な武器。巨大化して戦うが、パワーソードを受けて倒される。第76話では幻影として登場。第101話では再生して登場。リタとゼッドの結婚式に参加し、ブーケを受け止める。その後、他のモンスターたちとともに巨大化してサンダーゾードと戦い倒される。
- 玩具 - 8インチのアクションフィギュアが1994年に発売された

ライノブラスター(Rhinoblaster)
- 初登場話 - 「我らのクォーターバック」（Football Season）
- 声 - リチャード・エプカー
- 吹替 - 大山昇

リタのアメリカンフットボールのチームでクォーターバックを務めているモンスター。配下のゴーレムはフットボールのユニフォームを着用している。ブラスターパンチが必殺技。武器として刀も持っている。口から転送ガスを吐き、浴びた者を異次元空間に転送する。一度はトミーを除いたレンジャーたちを異次元空間に拉致して巨大化。ドラゴンゾードと戦い、追い詰めるが、トミーの活躍によりジェイソンたちは異次元から脱出。結局はメガドラゴンゾードに倒される。口癖は「サイ」。第76話では幻影として登場。 第81話で再生するがすぐに倒される。第101話でも再生され、ペックスターとともに巨大化してサンダーゾードと戦い一度は退けることに成功する。その後、元の大きさに戻ってパワーレンジャーたちと戦うも、網を掛けられて身動きが取れなくなる。しかし脱出してパワーレンジャーを追いかけるが、それ以降の消息は不明。
- 玩具 - 8インチのアクションフィギュアが1994年に発売された

ザリガニモンスター(Commander Crayfish)
- 初登場話 - 「パワーレンジャーVSパワーレンジャー」（Mighty Morphin' Mutants）
- 声 - トム・ワイナー
- 吹替 - 村井厚之

悪のパワーレンジャーにおいてレッドレンジャーの役割を務めているモンスター。パワーソードを模した剣が武器。悪のレンジャーを率いてビーチを襲おうとするが、阻止に現れたレンジャーと戦い、一度は戦いを有利に進めるが、パワーブラスターを受けて悪のパワーレンジャーとともに巨大化。巨大化した際には合体パワーと称して騎馬戦のような体勢を取ってゾードと戦うが、ウルトラゾードに恐れを抱き、退却しようとしたところで倒される。第98話でも再生モンスター軍団のリーダーとして再生するが、トミーによって倒される。

悪のパワーレンジャー(Mutant Rangers)
- 初登場話 - 「パワーレンジャーVSパワーレンジャー」（Mighty Morphin' Mutants）
- 声 - ウォルター・ジョーンズ（ブラック）、デビッド・ヨースト（ブルー）、サイ・トラング（イエロー）、エイミー・ジョー・ジョンソン（ピンク）、ジェイソン・デビッド・フランク（グリーン）
- 吹替 - 田尻ひろゆき（ブラック）、杉山紀彰（ブルー）、三浦智子（イエロー）、荒井静香（ピンク）、荻原秀樹（グリーン）

ゴーレムが暗黒のバッジを使って変身した姿。ザリガニモンスターに率いられる。暗黒の剣を装備するグリーンレンジャーを除き本物の武器を模した武器を装備しており、武器を合体させて偽パワーブラスターを使うこともできる。本物とのパワーブラスターの撃ち合いによってピンクとイエローが倒されたために残りのメンバーが巨大化。ザリガニモンスターとともにゾードと戦い倒される。

オイスターモンスター(Oysterizer)
- 初登場話 - 「真珠のイヤリング」（An Oyster Stew）
- 声 - スコット・ページ＝パグター
- 吹替 - 中嶋一成

汚染真珠貝から作られたモンスター。顔の真珠から放つ光線と胸から放つ酸性の液が武器。ゴーレムに魔法の真珠のイヤリングをザックに売らせ、その力で人々を石化させる。石化を逃れたトミーとザックと戦い、石化の魔法を解かれ巨大化。鎖分銅を武器に水中でゾードと戦うが、陸に上げられて倒される。第100話で時の岩を守るために再生するが、キンバリーのパワーボウによって倒される。